# L'Armée furieuse
L'Armée furieuse est un roman policier de Fred Vargas, paru en 2011. Il s'agit du septième roman mettant en scène le commissaire Jean-Baptiste Adamsberg.

## Résumé
L'irruption d'une petite femme timide qui ressuscite une vieille légende du Moyen Âge, celle de la Mesnie Hellequin, la Grande Chasse ; un pigeon cruellement martyrisé et enfin le meurtre d'un vieux baron de l'industrie : tels sont les ressorts du drame qui se joue sous les yeux d'Adamsberg.
Le commissaire et son équipe vont mener trois enquêtes de front pour retrouver le tortionnaire du pigeon, contrer l'arrivée annoncée d'une « armée furieuse » et de son cortège de meurtres et élucider l'assassinat du vieux baron. Le tout en évitant soigneusement d'informer leur hiérarchie de toutes leurs demarches.

## Éditions
Édition originale
- Fred Vargas, L'Armée furieuse, Paris, éd. Viviane Hamy, coll. « Chemins nocturnes », 18 mai 2011, 426 p., 20 cm (ISBN 978-2-87858-376-2, BNF 42445780)

Édition en gros caractères
- Fred Vargas, L'Armée furieuse, Versailles, éd. Feryane, coll. « Policier », juin 2011, 540 p., 25 cm (ISBN 978-2-36360-034-9, BNF 42470417)

Livre audio
- Fred Vargas, L'Armée furieuse, Paris, éd. Audiolib, 18 janvier 2012 (ISBN 978-2-35641-425-0, BNF 42580596)Texte intégral ; narrateur : Thierry Janssen ; support : 2 disques compact audio MP3 ; durée : 11 h 59 min environ ; référence éditeur : Audiolib 25 0461 1.

Édition au format de poche
- Fred Vargas, L'Armée furieuse, Versailles, éd. J'ai lu, coll. « J'ai lu » (no 9842), 5 juin 2013, 439 p., 18 cm (ISBN 978-2-290-04100-0, BNF 43600721)